# 4-nitrodifenile
Il 4-nitrodifenile, o p-nitrodifenile, è un derivato del bifenile e si presenta a temperatura ambiente come cristalli aghiformi di colore bianco-giallo e dall'odore dolciastro.

## Produzione ed impiego
Il p-nitrodifenile veniva sintetizzato tramite nitrazione controllata del bifenile, ed esso era solo un intermedio per preparare (tramite riduzione del gruppo nitro) il p-amminobifenile, il quale a sua volta era un precursore di alcuni coloranti azoici.

## Sicurezza
Se riscaldato, il p-nitrodifenile si decompone portando alla formazione di fumi contenenti ossidi di azoto.
L'intossicazione acuta provocata da questo composto si presenta con i classici sintomi: mal di testa, nausea, vomito, forte stanchezza, a cui si aggiunge una forte irritazione di occhi e mucose.
Un'esposizione cronica ad alte dosi di p-nitrodifenile porta invece a danni al sistema nervoso (periferico e centrale), fegato e reni.
Il 4-nitrobifenile è inoltre elencato, assieme al p-amminobifenile e ai loro sali, nell'allegato XL del D. Lgs 81/2008, di cui l'articolo 228 ne vieta produzione, lavorazione e impiego sul lavoro, sorte condivisa anche negli Stati Uniti.
Il motivo principale del divieto risiede, oltre che nella tossicità, nella carcinogenicità di questi due composti (presunta per il primo, accertata per il secondo).